# Baccharis meyeniana
Baccharis meyeniana là một loài thực vật có hoa trong họ Cúc. Loài này được Walp. mô tả khoa học đầu tiên năm 1843.